# Albert Engström

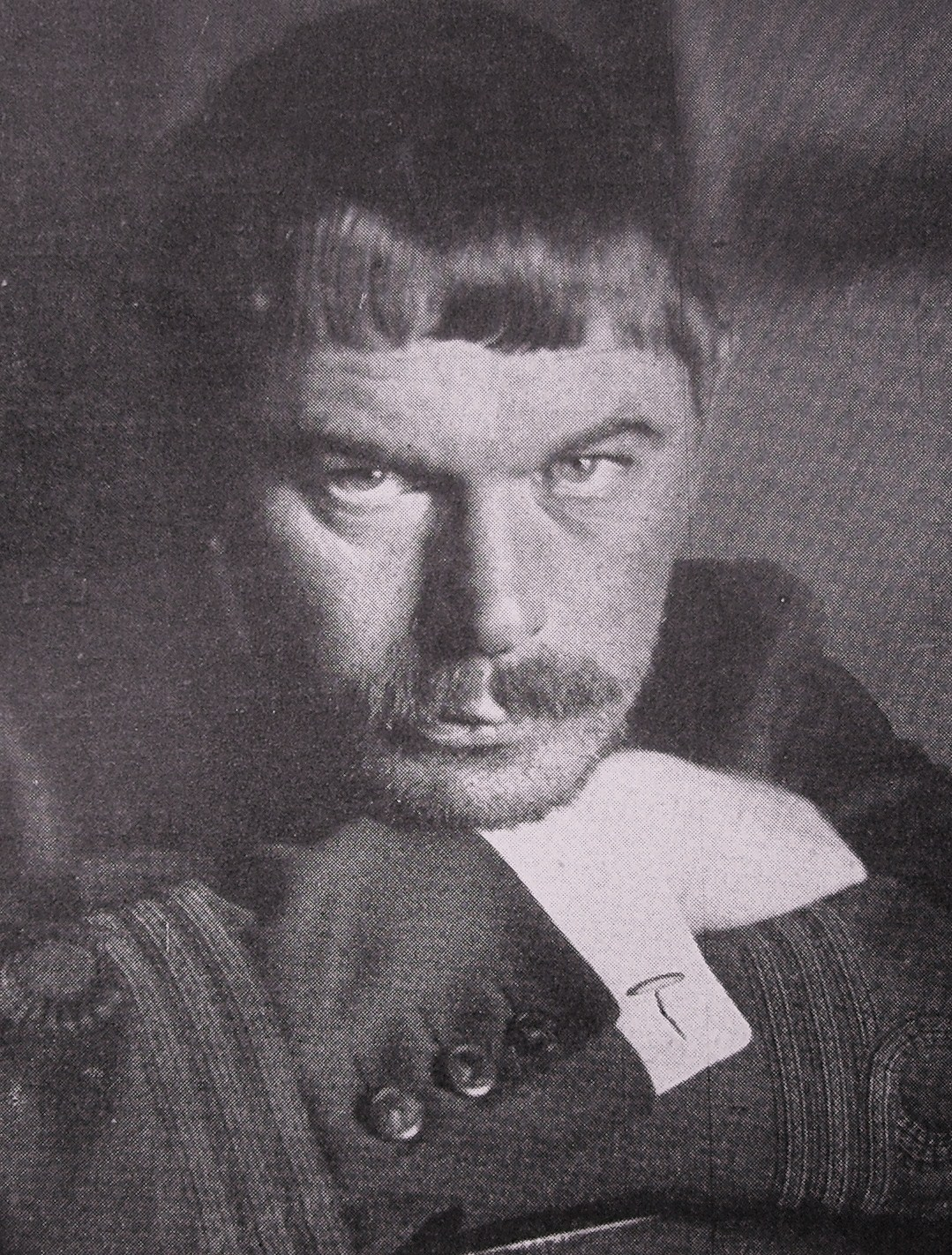
Albert Engström

Albert Laurentius Johannes Engström (Lönneberga, 5 de diciembre de 1869-Estocolmo, 16 de noviembre de 1940) fue un periodista, escritor y dibujante sueco. Ingresó en la Academia Sueca en 1922.
Según The New York Times, era uno de los periodistas más influyentes de su país y fue conocido como el «Mark Twain europeo».
El asteroide (7548) Engström, descubierto en 1980 por C.-I. Lagerkvist, fue nombrado en su honor.